# Winners and Sinners
Winners and Sinners (Vencedores y vencidos en España) es una película de acción y comedia de 1983 de Hong Kong dirigida por Sammo Hung. Es la primera película de la saga Lucky Stars, y está protagonizada, además de Hung, por Jackie Chan y Yuen Biao. Sammo Hung tuvo la idea para la película de un viejo programa de televisión en el que un grupo de policías de diferentes orígenes trabajaban juntos, cada uno mostrando sus propias habilidades particulares. Al darle a los personajes fondos humorísticos y dispares, esperaba hacer una película entretenida.

## Sinopsis
Cinco prisioneros se reúnen en su celda para formar una alianza. Rookie asume el liderazgo del grupo, mientras que Teapot es intimidado por los demás. Después de su liberación, se asocian con la hermana de Curly, Shirley (Cherie Chung), y forman una compañía llamada "Five Stars Cleaning Co". Mientras que la mayoría del grupo intenta competir por el afecto de Shirley, Teapot finalmente entabla una relación amorosa con ella.

## Reparto
- Sammo Hung como Teapot.
- John Shum como Curly / Jack So.
- Richard Ng como Exhaust Pipe / Wind Pipe.
- Charlie Chin como Vaseline.
- Stanley Fung como Rookie / Ranks.
- Cherie Chung como Shirley.
- Jackie Chan como CID 07.
- Yuen Biao como agente CID.